# Carl Axel Trolle (1810–1879)
Carl Axel Trolle, född 17 juli 1810 i Klågerup, död 21 september 1879 i Lund, var en svensk lanthushållare och riksdagsman.

## Biografi
Axel Trolle var son till kammarherren, friherre Nils Trolle och Andrietta Kristina Barchæus. Han blev student vid Lunds universitet redan 1820, avlade hovrättsexamen där 1829 och ägnade sig därefter åt juridisk tjänstgöring i skilda branscher. 1838 övertog han förvaltningen av föräldraegendomen Klågerup, till vilken han 1840 blev ägare, och förvärvade dessutom 1842 säteriet Bjellerup.
"Vidsträckta nyodlingar och mångdubblade skördar, ombyggnad af nästan alla hus, ej blott å sätesgården utan jämväl å underlydande gårdar och lägenheter, vittna om Trolles verksamhet som landthushållare" sade P. von Möller i 1867 års Första kammare. Trolle rönte också erkännandet att 1861 kallas till ledamot och 1874 till hedersledamot av Lantbruksakademien. 
Trolle var även flitigt verksam i sin hemort.  Han var ordförande i Skånska hypoteksföreningens direktion 1853-62 och vice ordförande i Malmöhus läns hushållningssällskap 1850-67. Från 1844 representerade han sin ätt på riddarhuset och var ledamot av konstitutionsutskottet vid 1865-66 års riksdag, då han motsatte sig representationsreformen. Under det nya statsskicket hade han 1867-73 plats i Första kammaren, som vid de fyra första riksdagarna insatte honom i konstitutionsutskottet. 
1859 förlänades honom kammarherrevärdighet. 
Han var sedan 1855 gift med Ebba Carolina Eva Maria Charlotta Toll.

## Barn
1. Nils Axel Arvid Trolle, hovjägmästare, född 30 mars 1859.
2. Carl Axel Trolle, jurist, riksdagsman, född 29 juni 1862
3. Eric Trolle, diplomat, utrikesminister, född 23 september 1863.